# Ацо Петровски
Александър (Ацо) Йорданов Петровски (на македонска литературна норма: Александар (Ацо) Петровски) е участник в синдикалното и комунистическо движение между двете световни войни в Скопие, член на Президиума на АСНОМ и следвоенен политик в Югославия.

## Биография
През 1918 г. става един от инициаторите за създаване на Синдикалния комитет на шивашките работници, както и на партийната организация на Скопие. През 1923 г. става член на Независимата работническа партия на Югославия, а през 1924 г. е член на Покрайненския комитет на КПЮ за Македония. През есента на 1924 година заминава с Малина Попиванова заминава за СССР да учи в Комунистическия университет за национални малцинства на Запада, но се връща на следващата година в Македония. От август 1925 г. е секретар на Покрайненския комитет и участва като делегат на третия конгрес на КПЮ през 1926 г.
През 1933 г. става секретар на Областния комитет на КПЮ за Македония. През 1944 г. става и заместник политически комисар на тиловата база на Главния щаб на комунистическата съпротива. Делегат е на Първото заседание на АСНОМ и е избран е за член на Президиума на АСНОМ като отговорник за социалната политика, народното здраве и прехраната.
През 1945 г. става председател на НОФ в Скопие. Същата година е избран за председател на Червения кръст на Македония. През 1946 г. е подпредседател на Изпълнителния съвет на НОФ за Македония, а през 1950 г. е пратеник на Народното събрание и Върховния съд на Македония.